# Histurodes costaricana
Histurodes costaricana är en fjärilsart som beskrevs av Józef Razowski 1984. Histurodes costaricana ingår i släktet Histurodes och familjen vecklare. Inga underarter finns listade i Catalogue of Life.